# A12 (Zwitserland)
De A12 in Zwitserland is een 78 km lange autosnelweg in Zwitserland tussen Vevey en Bern. De weg vormt de belangrijkste verbinding tussen Bern en het westelijk deel van Wallis. Toen de A1 tussen Bern en Lausanne nog niet aangelegd was, was dit de doorgaansroute voor verkeer tussen Bern en Lausanne/Genève. De A12 loopt over zijn gehele lengte samen met de E27.